# Křížová cesta (Počepice)
Křížová cesta v Počepicích na Příbramsku vede přibližně 1 kilometr od centra obce na severovýchod k vrchu Radešín.

## Historie
Křížová cesta vznikla v letech 1861–1887 na popud počepického faráře Antonína Kacerovského. Je tvořena čtrnácti kamennými kříži rozmístěnými podél cesty od kostela svatého Jana Křtitele na nedaleký vrch Radešín do míst, jimž se říká Kalvárie. V roce 2001 byla za pomoci Nadačního fondu Patronátu Sedlčansko a Sdružení obcí Sedlčanska opravena a poté znovu vysvěcena. Děti ze sedlčanské Základní školy Propojení přitom jednotlivé kříže dozdobily motivy ukřižování, malovanými na sklo.